# Прапор Попільнянського району
Пра́пор Попільня́нського райо́ну затверджений рішенням Попільнянської районної ради.

## Опис прапора
Прямокутне полотнище із співвідношенням сторін 2:3, розділене на дві горизонтальні смуги — жовту і чорну. У центрі жовтої смуги малий герб розміром в 1/3 від висоти прапора.